# 広島県道274号瀬野船越線
広島県道274号瀬野船越線（ひろしまけんどう274ごう せのふなこしせん）は、広島県広島市安芸区から安芸郡府中町を経由して、広島市安芸区に至る一般県道である。

## 概要
広島市安芸区瀬野1丁目から安芸郡府中町を経由して、広島市安芸区船越南1丁目に至る。旧国道2号。

### 路線データ
- 起点：広島市安芸区瀬野1丁目（瀬野大橋東詰交差点、国道2号交点）
- 終点：広島市安芸区船越南1丁目（入川交差点、広島県道164号広島海田線交点）
- 総延長：約8.9 km

## 路線状況
大部分が江戸時代の山陽道を踏襲しており、広島市安芸区内の本路線には「安芸山陽道」という愛称が付けられている。
全区間すれ違いに難渋する道幅であり、国道2号の裏道としては使えない。

### 重複区間
- 広島県道151号府中海田線（安芸郡海田町稲荷町 - 広島市安芸区船越3丁目）

## 地理

### 通過する自治体
- 広島県
  - 広島市（安芸区） - 安芸郡海田町 - 広島市（安芸区）

### 交差する道路
| 交差する道路                                           | 市町村名 | 市町村名 | 交差する場所 | 交差する場所              |
| ------------------------------------------------------ | -------- | -------- | ------------ | ------------------------- |
| 国道2号                                                | 広島市   | 安芸区   | 瀬野1丁目    | 瀬野大橋東詰交差点 / 起点 |
| 広島県道196号安芸中野停車場線                          | 広島市   | 安芸区   | 中野2丁目    |                           |
| 広島県道84号東海田広島線 広島県道85号下瀬野海田線 重複 | 安芸郡   | 海田町   | 砂走         |                           |
| 広島県道151号府中海田線 重複区間起点                   | 安芸郡   | 海田町   | 稲荷町       |                           |
| 広島県道151号府中海田線 重複区間終点                   | 広島市   | 安芸区   | 船越3丁目    |                           |
| 広島県道164号広島海田線                                | 広島市   | 安芸区   | 船越南1丁目  | 入川交差点 / 終点         |

### 交差する鉄道
- 山陽本線
- 山陽新幹線

### 沿線
- JR西日本山陽本線
  - 瀬野駅 - 中野東駅 - 安芸中野駅
- 広島市安芸区役所中野出張所
- 広島市立中野東小学校
- 広島市立中野小学校
- 広島市立瀬野川中学校
- 広島国際学院大学
- 海田町役場
- 広島市立船越小学校
- 船越郵便局
- 海田警察署 船越交番